# Juanita Quigley
Pour les articles homonymes, voir Quigley.
Juanita Quigley est une actrice américaine, née à Los Angeles (Californie) le 24 juin 1931 et morte à Sudbury au Massachusetts le 29 octobre 2017. 

## Biographie
Juanita Quigley débuta comme enfant acteur dès l'âge de trois ans (sous le pseudonyme de "Baby Jane") et poursuivit sa carrière d'actrice jusqu'à l'âge de dix-neuf ans, quitta ensuite le cinéma, avant de faire une dernière apparition en 1983 dans la comédie Porky's 2.

## Filmographie partielle
- 1934 : The Man Who Reclaimed His Head d'Edward Ludwig
- 1934 : Images de la vie (Imitation of life) de John M. Stahl : Jessie Pullman bébé
- 1936 : Les Poupées du diable (The Devil-Doll) de Tod Browning : Marguerite Coulvet
- 1936 : La Loi du plus fort (Riffraff) de J. Walter Ruben : Rosie
- 1936 : L'amiral mène la danse (Born to Dance) de Roy Del Ruth : Sally Saks
- 1938 : Vacances payées (Having Wonderful Time) d'Alfred Santell : Mabel
- 1938 : Cet âge ingrat (That Certain Age) d'Edward Ludwig : la peste
- 1938 : Hawaii Calls d'Edward F. Cline
- 1940 : Oh ! Johnny mon amour ! (Oh Johnny, How You Can Love) de Charles Lamont
- 1942 : Au temps des tulipes (The Vanishing Virginian) de Frank Borzage : Caroline Yancey
- 1942 : Un drôle de lascar (A Yank at Eton) de Norman Taurog
- 1943 : Un commando en Bretagne (Assignment in Brittany) de Jack Conway : Jeannine
- 1944 : Le Grand National (National Velvet) de Clarence Brown : Malvolia Brown
- 1983 : Porky's 2 de Bob Clark : la femme au rallye